# Fleury-la-Rivière
Fleury-la-Rivière ist eine französische Gemeinde mit 520 Einwohnern (Stand: 1. Januar 2022) im Département Marne in der Region Grand Est. Sie gehört zum Arrondissement Épernay und zum Kanton Dormans-Paysages de Champagne. 

## Geographie
Fleury-la-Rivière liegt etwa 16 Kilometer südsüdwestlich von Reims. Umgeben wird Fleury-la-Rivière von den Nachbargemeinden Chaumuzy im Norden, Nanteuil-la-Forêt im Nordosten, Cormoyeux und Romery im Osten, Damery im Süden und Westen sowie Belval-sous-Châtillon im Nordwesten.

## Bevölkerungsentwicklung
| Jahr                       | 1962 | 1968 | 1975 | 1982 | 1990 | 1999 | 2006 | 2018 |
| Einwohner                  | 453  | 465  | 435  | 412  | 449  | 517  | 500  | 520  |
| Quellen: Cassini und INSEE |      |      |      |      |      |      |      |      |

## Sehenswürdigkeiten

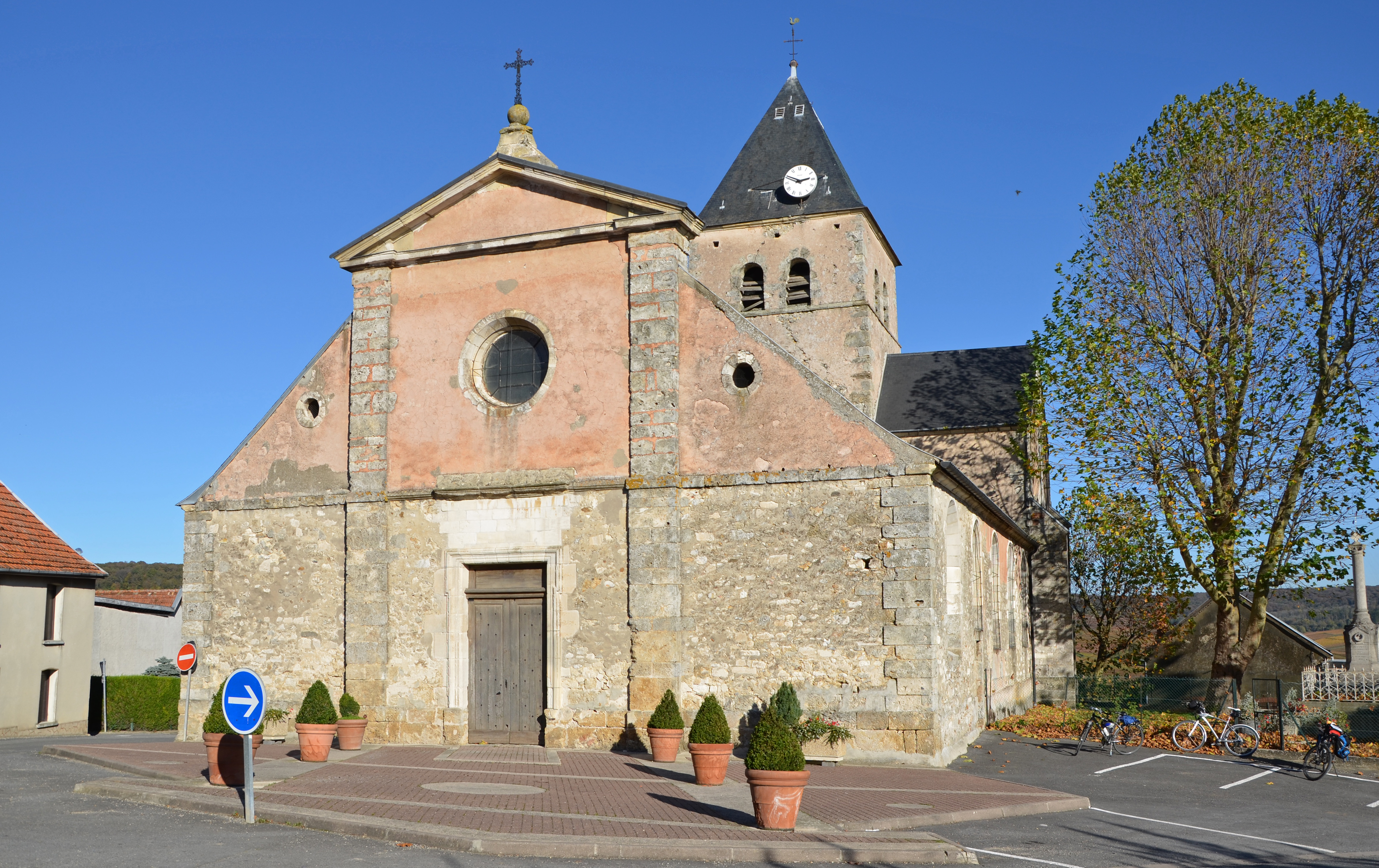
Kirche Saint-Maur

- Kirche Saint-Maur